# Jackie Henderson
John Gillespie "Jackie" Henderson (Glasgow, 17 de janeiro de 1932 - 26 de janeiro de 2005) foi um futebolista escocês que atuava como atacante.

## Carreira
Jackie Henderson fez parte do elenco da Seleção Escocesa de Futebol, na Copa do Mundo de 1954, porém ele não viajou para a Suíça.[carece de fontes?]